# Petra Kelly

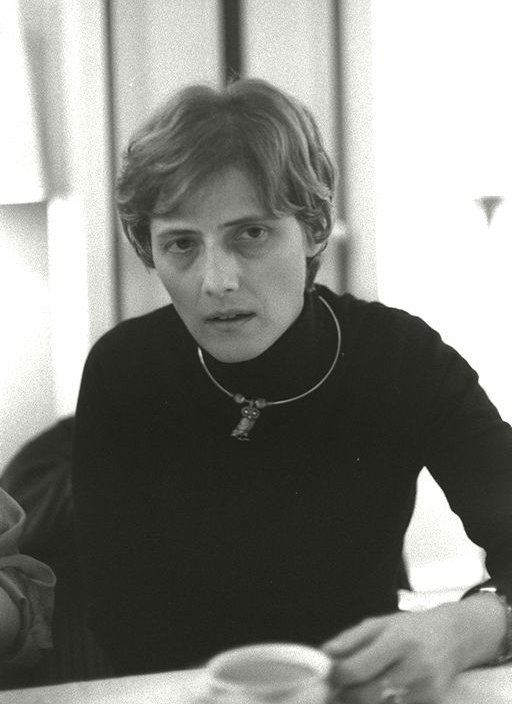
Petra Kelly in 1987

Petra Karin Kelly, geboren als Petra Karin Lehmann, (Günzburg, 29 november 1947 – Bonn, 1 oktober 1992) was een Duits politica en medeoprichter van de politieke partij Die Grünen.

## Levensloop
Toen haar moeder trouwde met een Amerikaanse legerofficier kreeg zij de naam van haar stiefvader. In 1960 verhuisde de familie Kelly naar de Verenigde Staten. Van 1966 tot 1970 studeerde ze politicologie in Washington en was daar ook in de studentenbeweging actief.
Van 1972 tot 1982 was Kelly voor de Europese Commissie in Brussel werkzaam. Hier kwam zij onder meer in contact met Sicco Mansholt, met wie zij een relatie kreeg. Na haar uittreden uit de SPD in 1979 werd ze medeoprichter van Die Grünen. In 1980 werd ze voorzitter van deze partij. Vanaf 1983 zat zij in de Bondsdag en hield zich voornamelijk bezig met vredespolitiek, mensenrechten en minderheden. Kelly verliet in 1990 de Bondsdag en leefde met haar partner, Gert Bastian, daarna teruggetrokken in Bonn. Ze was ziek en leed aan angstaanvallen.
In het najaar van 1992 werd Petra Kelly thuis in Bonn om het leven gebracht, vermoedelijk op 1 oktober. Zij is hoogstwaarschijnlijk door haar partner Gert Bastian, een voormalige generaal en evenzo een bekend politicus van de Grünen, in haar slaap doodgeschoten. Bastian pleegde aansluitend zelfmoord. Hun lichamen werden pas bijna drie weken later, op 19 oktober 1992, gevonden.
In 2002 ontving Kelly vanwege haar voorbeeldfunctie postuum de Light of Truth Award.

## In de literatuur
De Canadese schrijfster Shaena Lambert baseerde haar roman Petra op het leven van Petra Kelly. Het boek volgt gedeeltelijk de historische feiten maar wijkt er vaak ook van af.